# Optimisti
Pour plus de détails, voir Fiche technique et Distribution.
Optimisti (Оптимисти) est un film serbe réalisé par Goran Paskaljević, sorti en 2006.

## Fiche technique
- Titre : Optimisti
- Titre original : Оптимисти
- Réalisation : Goran Paskaljević
- Scénario : Goran Paskaljević et Vladimir Paskaljević
- Costumes : Lana Pavlović
- Photographie : Milan Spasić
- Montage : Petar Putniković
- Musique : Aleksandar Simić
- Pays d'origine : Serbie
- Format : Couleurs - 35 mm - Dolby Digital
- Genre : drame
- Durée : 98 minutes
- Dates de sortie :
  - Canada : 11 septembre 2006 (Festival international du film de Toronto 2006)
  - Serbie : 28 septembre 2006

## Distribution
- Lazar Ristovski : professeur Gavrilo / Simon / Pokojni Ratomir / Gazda Pera / Aleksa Pantic
- Bojana Novakovic : Marina
- Petar Božović : inspecteur
- Tihomir Arsic : Pipovic
- Nebojša Glogovac : docteur Milo Petrovic
- Nebojša Milovanović : jeune malade
- Slavko Štimac : le père de la fille aveugle
- Dragan Jovanović : Golub
- Mira Banjac : Baba kockarka

## Distinctions

### Récompenses
- Festival international du film de Valladolid 2006 : Espiga de Oro, prix du meilleur acteur pour Lazar Ristovski
- Festival international du film de Tróia 2007 : prix du public

### Sélection
- Festival international du film de Toronto 2006 : section Masters